# Bahnstrecke Wiscasset–Burnham
| Streckenlänge: | heute in Betrieb: 3,5 km, jemals betrieben: 70,0 km, gebaut 88,9 km |                                          |                                          |
| Spurweite: | 610 mm (2-Fuß-Spur)                                                 |                                          |                                          |
| Zweigleisigkeit: | –                                                                   |                                          |                                          |
| |                                                                     |                                          |                                          |
| Gesellschaft: | WW&F                                                                |                                          |                                          |
| \| \| \| Hafenanschlüsse und Bahnhofsanlagen \| \| \| \| \| Clarks Pond \| \| \| \| \| Strecke Portland–Rockland \| \| \| \| 0,0 \| Wiscasset ME \| Wiscasset ME \| \| \| \| Clarks Pond \| \| \| \| 7,7 \| Sheepscot ME (Museum) \| Sheepscot ME (Museum) \| \| \| \| Humason Brook Trestle \| \| \| \| 11,3 \| Alna ME Center \| Alna ME Center \| \| \| \| derzeitiges Streckenende \| \| \| \| 14,7 \| Head Tide ME \| Head Tide ME \| \| \| \| Sheepscot River (Whitefield Iron Bridge) \| \| \| \| 21,4 \| Whitefield ME \| Whitefield ME \| \| \| 25,3 \| Preble's ME \| Preble's ME \| \| \| 28,0 \| North Whitefield ME \| North Whitefield ME \| \| \| \| Clary Lake \| \| \| \| \| Sheepscot River \| \| \| \| 32,8 \| Cooper's Mills ME \| Cooper's Mills ME \| \| \| 37,0 \| Maxcy's ME \| Maxcy's ME \| \| \| 38,6 \| Windsor ME \| Windsor ME \| \| \| 45,4 \| Weeks Mills ME \| Weeks Mills ME \| \| \| \| nach Winslow \| \| \| \| 49,9 \| Newell's ME \| Newell's ME \| \| \| 53,0 \| Palermo ME \| Palermo ME \| \| \| 58,7 \| Coles ME \| Coles ME \| \| \| 61,2 \| China ME \| China ME \| \| \| 64,4 \| South Albion ME \| South Albion ME \| \| \| 69,9 \| Beginn Museumsgleis \| Beginn Museumsgleis \| \| \| 70,0 \| Albion ME \| Albion ME \| \| \| \| \| \| \| \| ca. 80 \| East Benton ME \| East Benton ME \| \| \| ca. 88 \| Strecke Burnham Junction–Belfast \| Strecke Burnham Junction–Belfast \| \| \| 88,9 \| Burnham ME \| Burnham ME \| |                                                                     |                                          |                                          |
| Betriebs-/Güterbahnhof Streckenanfang (Strecke außer Betrieb) |                                                                     | Hafenanschlüsse und Bahnhofsanlagen      | Hafenanschlüsse und Bahnhofsanlagen      |
| Brücke über Wasserlauf (Strecke außer Betrieb) |                                                                     | Clarks Pond                              | Clarks Pond                              |
| Kreuzung (Strecke geradeaus außer Betrieb) |                                                                     | Strecke Portland–Rockland                | Strecke Portland–Rockland                |
| Haltepunkt / Haltestelle (Strecke außer Betrieb) | 0,0                                                                 | Wiscasset ME                             | Wiscasset ME                             |
| Brücke über Wasserlauf (Strecke außer Betrieb) |                                                                     | Clarks Pond                              | Clarks Pond                              |
| Kopfbahnhof Strecke bis hier außer Betrieb | 7,7                                                                 | Sheepscot ME (Museum)                    | Sheepscot ME (Museum)                    |
| Brücke |                                                                     | Humason Brook Trestle                    | Humason Brook Trestle                    |
| Bahnhof | 11,3                                                                | Alna ME Center                           | Alna ME Center                           |
| |                                                                     | derzeitiges Streckenende                 |                                          |
| Bahnhof (Strecke außer Betrieb) | 14,7                                                                | Head Tide ME                             | Head Tide ME                             |
| Brücke über Wasserlauf (Strecke außer Betrieb) |                                                                     | Sheepscot River (Whitefield Iron Bridge) | Sheepscot River (Whitefield Iron Bridge) |
| Bahnhof (Strecke außer Betrieb) | 21,4                                                                | Whitefield ME                            | Whitefield ME                            |
| Haltepunkt / Haltestelle (Strecke außer Betrieb) | 25,3                                                                | Preble's ME                              | Preble's ME                              |
| Bahnhof (Strecke außer Betrieb) | 28,0                                                                | North Whitefield ME                      | North Whitefield ME                      |
| Brücke über Wasserlauf (Strecke außer Betrieb) |                                                                     | Clary Lake                               | Clary Lake                               |
| Brücke über Wasserlauf (Strecke außer Betrieb) |                                                                     | Sheepscot River                          | Sheepscot River                          |
| Bahnhof (Strecke außer Betrieb) | 32,8                                                                | Cooper's Mills ME                        | Cooper's Mills ME                        |
| Haltepunkt / Haltestelle (Strecke außer Betrieb) | 37,0                                                                | Maxcy's ME                               | Maxcy's ME                               |
| Bahnhof (Strecke außer Betrieb) | 38,6                                                                | Windsor ME                               | Windsor ME                               |
| Bahnhof (Strecke außer Betrieb) | 45,4                                                                | Weeks Mills ME                           | Weeks Mills ME                           |
| Abzweig geradeaus und nach links (Strecke außer Betrieb) |                                                                     | nach Winslow                             | nach Winslow                             |
| Haltepunkt / Haltestelle (Strecke außer Betrieb) | 49,9                                                                | Newell's ME                              | Newell's ME                              |
| Bahnhof (Strecke außer Betrieb) | 53,0                                                                | Palermo ME                               | Palermo ME                               |
| Haltepunkt / Haltestelle (Strecke außer Betrieb) | 58,7                                                                | Coles ME                                 | Coles ME                                 |
| Bahnhof (Strecke außer Betrieb) | 61,2                                                                | China ME                                 | China ME                                 |
| Haltepunkt / Haltestelle (Strecke außer Betrieb) | 64,4                                                                | South Albion ME                          | South Albion ME                          |
| | 69,9                                                                | Beginn Museumsgleis                      | Beginn Museumsgleis                      |
| Kopfbahnhof Strecke ab hier außer Betrieb | 70,0                                                                | Albion ME                                | Albion ME                                |
| Brücke über Wasserlauf (Strecke außer Betrieb) |                                                                     |                                          |                                          |
| Bahnhof (Strecke außer Betrieb) | ca. 80                                                              | East Benton ME                           | East Benton ME                           |
| Kreuzung (Strecke geradeaus außer Betrieb) | ca. 88                                                              | Strecke Burnham Junction–Belfast         | Strecke Burnham Junction–Belfast         |
| Kopfbahnhof Streckenende (Strecke außer Betrieb) | 88,9                                                                | Burnham ME                               | Burnham ME                               |

Die Bahnstrecke Wiscasset–Burnham ist eine Eisenbahnstrecke in Maine (Vereinigte Staaten). Sie ist 88,9 Kilometer lang. Die Schmalspurbahn hat eine Spurweite von 610 Millimetern (2 Fuß) und ist größtenteils stillgelegt. Ein etwa 3,5 Kilometer langer Abschnitt in Alna wird als Museumsbahn betrieben. Im früheren Bahnhof Albion ist ein etwa 50 Meter langes Gleis wieder aufgebaut worden.

## Geschichte
Die Planungen für eine Strecke im Tal des Sheepscot River gehen auf das Jahr 1854 zurück. Henry Ingalls gründete damals die Kennebec and Wiscasset Railroad und beabsichtigte, eine Bahnstrecke von seiner Heimatstadt Wiscasset nordwärts an den Kennebec River zu bauen. Später änderte er das nördliche Ziel der Bahnstrecke und die Gesellschaft wurde mehrfach umbenannt. Als Wiscasset and Quebec Railroad firmierte der Betrieb, als im Juni 1894 mit dem Bau von Wiscasset aus begonnen wurde. Ingalls entschied sich für die Spurweite von zwei Fuß (610 mm), die bereits bei mehreren Schmalspurbahnen in Maine verwendet wurde.
Am 1. März 1895 ging der erste, 45 Kilometer lange Abschnitt von Wiscasset bis zum Bahnhof Weeks Mills in der Gemeinde China in Betrieb. Am 24. Juli des Jahres war acht Kilometer weiter Palermo erreicht, der Bahnhof China weitere acht Kilometer weiter am 24. September und Albion schließlich am 4. November 1895. Die gesamte Strecke hatte nun eine Länge von 70 Kilometern. Der Weiterbau in Richtung Burnham ging zügig voran, stoppte jedoch abrupt vor der Bahnstrecke Burnham Junction–Belfast. Die Maine Central Railroad, die den Betrieb auf dieser Strecke führte, verweigerte der konkurrierenden Schmalspurbahn die Überquerung der Strecke. Ein Brückenbauwerk wäre die Wiscasset&Quebec zu teuer gekommen, weswegen die Strecke nicht weitergebaut werden konnte. Die Eisenbahnkommission des Bundesstaats Maine genehmigte eine provisorische niveaugleiche Kreuzung, die jedoch bis zum 1. Juli 1898 durch eine Brücke ersetzt werden musste. Aus finanziellen Gründen verzichtete die Bahngesellschaft dennoch auf den Weiterbau, da in den Sümpfen entlang des Sebasticook River zusätzliche Bauarbeiten zur Streckensicherung nötig gewesen wären. Obwohl die gesamte Strecke bis zum Bahnhof East Benton fertiggestellt war, wurde sie nie eröffnet, da der Bahnhof etwa zwei Kilometer östlich des Ortes lag.
Die Bahngesellschaft wurde erneut mehrfach umbenannt, nachdem das gesteckte Ziel, Quebec zu erreichen, zu den Akten gelegt worden war. Ab 1907 firmierte der Betrieb unter seinem endgültigen Namen Wiscasset, Waterville and Farmington Railway. Die Bahnstrecke warf nur mäßigen Ertrag ab, und nachdem am 15. Juni 1933 die einzige betriebsfähige Lok 8 mit dem gemischten Zug nach Wiscasset nach einem Gleisbruch entgleist und in den Sheepscot River gestürzt war, wurde der Betrieb eingestellt. Im darauffolgenden Jahr wurden die Gleise abgebaut und verschrottet. Viele der Fahrzeuge gelangten an andere Bahnen und sind teilweise noch heute betriebsfähig.
Ende der 1980er Jahre bemühten sich Eisenbahnfreunde, einen Teil der Strecke wieder aufzubauen. Der Bau begann 1991, und schon bald wurde auf dem Gelände des früheren Bahnhofs Sheepscot in Alna das Eisenbahnmuseum eröffnet. Im August 2001 errichtete in einem Manöver die USMC Marine Wing Support Squadron 472, Detachment B den Humason Brook Trestle neu, eine Jochbrücke, die sich nördlich von Sheepscot bei Kilometer 9,3 befindet. Ende 2002 wurde die 2,7 Kilometer lange Strecke Sheepscot–Alna Center wiedereröffnet. Am Haltepunkt Alna Center wurde ein Umsetzgleis gebaut, das während des regulären Betriebs der Bahn nie existiert hatte. Das Museum veranstaltet jedes Jahr im April und im Oktober sogenannte „Track Extension Weekends“, an denen Freiwillige Gleise verlegen und so die Strecke jedes Jahr um einige hundert Meter verlängern.
In Albion baute die Albion Historic Society im Oktober 1998 den alten Bahnhof sowie etwa 50 Meter Gleis wieder auf.

## Streckenbeschreibung
Die Strecke beginnt am Hafen von Wiscasset. Sie überquerte auf einer knapp 500 Meter langen Jochbrücke den Clarks Pond. Noch heute sind die Pfähle der Brücke im Wasser sichtbar. Der eigentliche Endbahnhof bestand lediglich aus einem kleinen Empfangsgebäude und einem hölzernen Bahnsteig, der an der Kreuzung mit der Bahnstrecke Portland–Rockland auf einer kleinen Insel im See lag. Direkt an den Bahnhof anschließend überquert die Strecke über eine abgerissene Brücke einen weiteren Teil des Sees und führte nordwärts in Richtung Alna. Kurz vor dem Bahnhof Sheepscot ist die Trasse durch einen Stausee überdeckt. In Sheepscot an der Cross Road befindet sich das Eisenbahnmuseum und die Restaurations- und Betriebswerkstätte der Bahn. Hier beginnt die Museumsstrecke.
In Alna Center werden die Museumszüge umgesetzt, stoßen aber von dort rückwärts in den bereits fertiggestellten Abschnitt in Richtung Head Tide vor. Die Trasse verläuft weiter nordwärts, ist jedoch vollständig überwachsen. In Head Tide überquert die Strecke den Sheepscot River und verläuft nun an dessen östlichem Ufer entlang. Bei North Whitefield wurde ein Teil der Trasse beim Bau der West River Road weiterverwendet. Ein kurzes Stück nördlich des dortigen Bahnhofs überquert die Bahn die nordwestliche Spitze des Clary Lake und einige Kilometer weiter erneut den Sheepscot River. Die Bahn verläuft nun entlang eines Nebenflusses des Sheepscot weiter nordwärts bis Weeks Mills. Hier zweigte bis 1915 die Bahnstrecke Weeks Mills–Winslow ab.
Die Strecke nach Burnham führt weiter nordostwärts und überquert bei Coles den Bog Creek. Wenige Kilometer nördlich erreicht die Trasse den Lovejoy Pond, an dessen östlichem Ufer sie weiter verläuft. Unmittelbar nördlich des Sees ist der Bahnhof Albion erreicht, an dem der Zugverkehr endete. Die Strecke verläuft weiter nordwärts und überquert vor East Benton einen Nebenfluss des Sebasticook River. Der Gleisbau hatte in East Benton aufgehört, die weiterführende Trasse war jedoch bereits planiert und für den Streckenbau vorbereitet. Von hier verläuft sie nahezu geradlinig durch ein ausgedehntes Sumpfgebiet. Heute nutzt ein Waldweg die Trassierung. Kurz vor dem Endbahnhof Burnham überquert die Strecke die Bahnstrecke Burnham Junction–Belfast.

## Personenverkehr
Der Fahrplan vom 28. September 1913 sah zwei werktägliche Zugpaare vor, die von Wiscasset nach Albion und zurück fuhren. Eines der Zugpaare verkehrte als gemischter Zug. Die Zweigstrecke nach Winslow wurde zu dieser Zeit offenbar bereits nicht mehr im Personenverkehr bedient. Die Fahrzeit für die Strecke Wiscasset–Albion betrug zwei Stunden und 40 Minuten für den reinen Personenzug sowie drei Stunden und 40 Minuten für den gemischten Zug, was einer durchschnittlichen Reisegeschwindigkeit von 26,25 bzw. 19,09 km/h entspricht.
Nach dem letzten offiziellen Fahrplan vom April 1933 fuhr damals nur noch ein werktägliches Personenzugpaar Wiscasset–Albion, das für die Strecke drei Stunden benötigte.